# Yamasaki Yasuyo

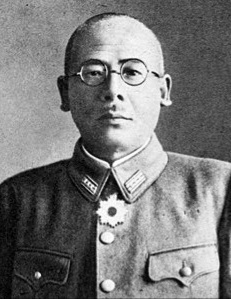
Oberst Yamasaki Yasuyo

Yamasaki Yasuyo (japanisch 山崎 保代; * 17. Oktober 1891 im Dorf Kasei, Kreis Süd-Tsuru (heute Stadt Tsuru), Präfektur Yamanashi; † 29. Mai 1943 auf Attu, Aleuten). Er war der Kommandant der japanischen Truppen auf der Aleuteninsel Attu und fiel nach einem selbstmörderischen Angriff seiner Truppe auf amerikanische Stellungen, bei dem sich seine Soldaten und er selbst nach Tradition der Samurai opferte oder selbst tötete. Oberst Yamasaki wurde posthum zum Generalleutnant befördert.

## Vorkriegszeit

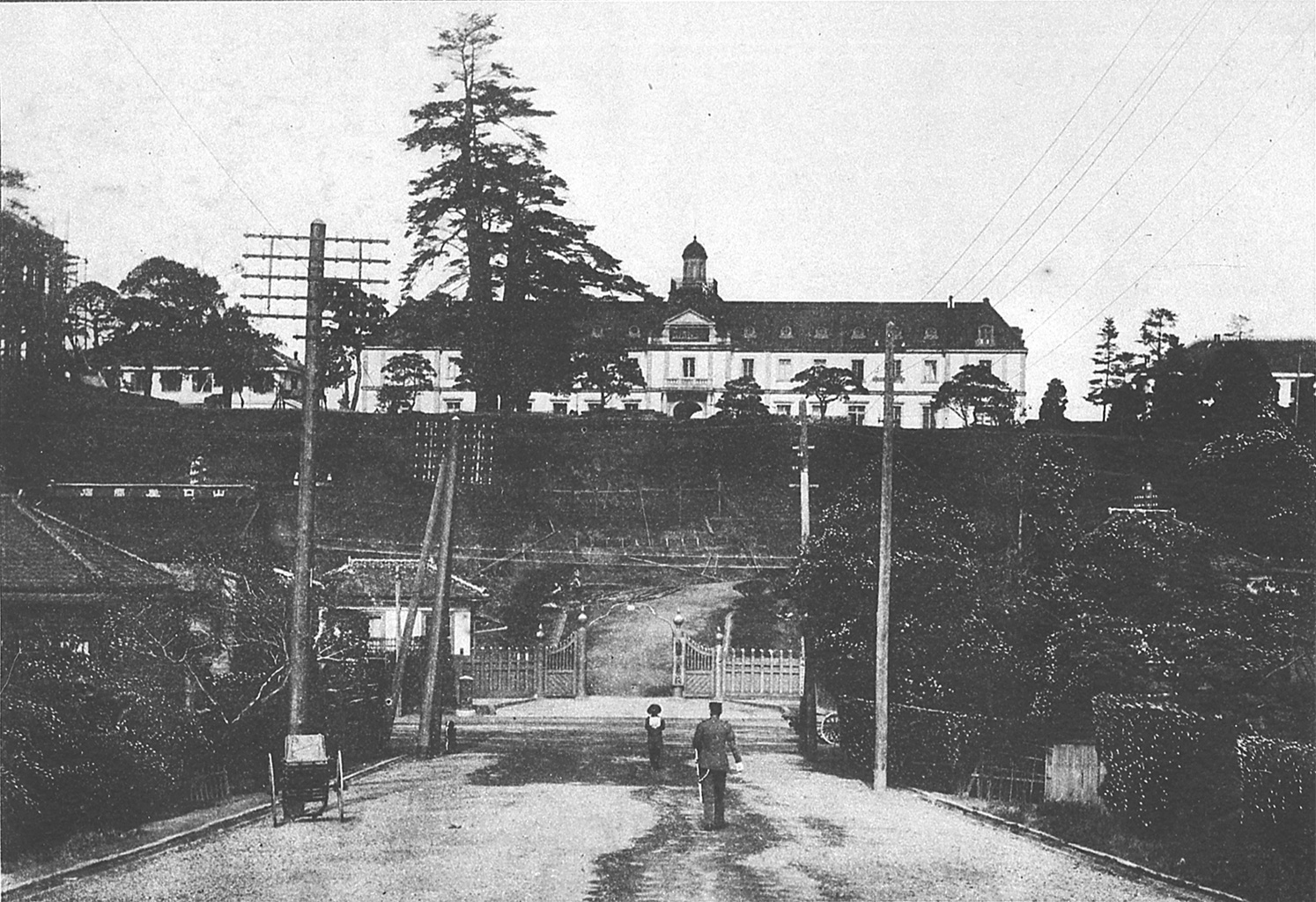
Heeresoffizierschule in Tokio, 1907

Geboren wurde Yamasaki als Sohn eines buddhistischen Priesters in der heutigen Stadt Tsuru in der Präfektur Yamanishi in der Nähe des Berges Fuji. Nach dem Besuch der Mittelschulen in Hikawa, Nagoya und Chuo, besuchte er die Heeresoffizierschule (陸軍士官学校) in Ichigaya, einem Stadtteil von Tokio und schloss sie im Mai 1913 ab.
Im Dezember desselben Jahres wurde er als Leutnant dem 15. Infanterieregiment zugeteilt. Von April 1918 bis Dezember 1920 diente er während der Sibirischen Intervention bei den japanischen Streitkräften dort. Er wurde Bataillonsadjutant und Kompaniechef in seinem Regiment und wurde im Mai 1928 während des Konfliktes in Jinan mit dem Regiment nach China gesandt. Danach diente er als Bataillonskommandeur und Ersatzkommandeur des 50. Infanterieregiments, außerdem als Ordonnanzchef der 36. Division. Im März 1940 wurde er zum Oberst der Infanterie befördert und zum Kommandeur des 130. Infanterieregiments ernannt.

## Im Zweiten Weltkrieg
Anfang Juni 1942 besetzten japanische Truppen die Inseln Kiska und Attu im Nordpazifik. Im September 1942 räumten die japanischen Truppen die Insel Attu, um sie im Oktober wieder zu besetzen, nachdem US-Truppen auf Adak gelandet waren. Im Februar 1943 wurde Yamasaki zum Kommandeur der 2. Distriktstreitmacht der Nordmeer-Verteidigungsstreitkräfte ernannt, deren Aufgabe es war, die Verteidigung der Aleuten zu verstärken. Er verließ am 14. April 1943 mit seinem Stab auf dem U-Boot I-31 die Kurilen und erreichte Attu am 17. April. Die Garnison, die er auf Attu befehligte, bestand lediglich aus 2.650 Mann als am 11. Mai 1943 15.000 Mann US-Truppen auf Attu landeten.
Yamasaki hatte sich, wegen der großen zahlenmäßigen Überlegenheit der Amerikaner, dazu entschlossen, nicht zu versuchen die amerikanischen Truppen schon am Strand an der Landung zu hindern, sondern sich ins Innere der Insel und auf höher gelegene Gebiete zurückzuziehen und dort befestigte Stellungen zu errichten. Diese Taktik wurde später auch in den Schlachten um die Inseln Peleliu, Iwo Jima und Okinawa von den japanischen Befehlshabern eingesetzt. Die Schlacht um Attu gilt als eine der heftigsten Schlachten des Pazifikkrieges.
Allerdings war die amerikanische Überlegenheit an Männern und Material so groß, dass eine Niederlage nicht abzuwenden war. Angesichts dieser Situation setzte Kommandeur Yamasaki alles auf einen überraschenden Gegenangriff. Er hoffte, die Artillerie der Amerikaner zu erobern, sie gegen sie einzusetzen und dann in die Berge zurückzukehren, um auf Verstärkung zu warten. Es war ein verzweifelter Plan, aber zumindest würde er seinen Soldaten die Chance auf einen ehrenvollen Tod auf dem Schlachtfeld, wenn nicht sogar auf einen Sieg, geben.
Am 29. Mai 1943 sammelte Kommandant Yamasaki die Überlebenden der Garnison und startete einen letzten Angriff auf die amerikanischen Stellungen in der Nähe seiner letzten Verteidigungslinie. Yamasaki übernahm die Führung der Angriffstruppe mit einem Samuraischwert in der rechten Hand und einem Tuch mit japanischer Flagge in der linken, stürmte er, gefolgt von etwa 300 Soldaten, darunter auch Verwundete, auf die überraschten US-Truppen zu und  durchbrach die ersten Linien. Seine Soldaten und er lehnten den Aufruf zur Kapitulation aus den amerikanischen Lautsprechern ab und griffen weiter an, wobei sie in den amerikanischen Stellungen in erbitterte Nahkämpfe gerieten. Allmählich gewann die überwältigende Feuerkraft der amerikanischen Armee die Oberhand und die angreifende Streitmacht wurde vernichtet. Die meisten Japaner, die bei dem heftigen Angriff nicht getötet wurden, begingen Selbstmord, in vielen Fällen durch die Detonation von Handgranaten in der Nähe ihres Bauches.
Insgesamt ergaben sich nur 28 Japaner.
Yamasaki war der erste, der in der Angriffseinheit gefunden wurde, als die Überreste nach dem Krieg geborgen wurden. Es war das letzte Mal, dass die Tradition des Oberbefehlshabers, eine Niederlage nicht zu überleben und im Kampf zu sterben, aufrechterhalten wurde.